# Sante Marsili
Sante Marsili (Nápoles, Italia; 31 de octubre de 1950 – 2 de septiembre de 2024) fue un waterpolista de Italia.

## Carrera
Participó en tres ediciones de los Juegos Olímpicos; la primera de ellas fue en Múnich 1972 donde terminó en sexto lugar, en Montreal 1976 ganó la medalla de plata luego de perder la final ante Hungría, y en Moscú 1980 terminó en octavo lugar.
A nivel de copas mundiales participó en dos ocasiones, ganando la medalla de bronce en la edición de 1975 y campeón en la edición de 1978.